# Takaki Shigemitsu
Takaki Shigemitsu (født 31. juli 1983) er en tidligere japansk fodboldspiller.
Han har spillet for flere forskellige klubber i sin karriere, herunder Fagiano Okayama og Giravanz Kitakyushu.